# Kolowrat (hudební skupina)
Kolowrat je slovenská rocková skupina založená v roce 1999 v Košicích. Svá tři studiová alba vydala u vydavatelství Slnko records, které se orientuje na slovenskou alternativní scénu.

## Členové
- Rastislav Rusnák - zpěv, texty, hudba
- Peter Lorko - kytara, hudba
- Róbert Rímsky - kytara
- Janko Horňák - baskytara
- Zuzana Ďurčeková - bicí

## Diskografie
- Vrany sa vracajú, Slnko records, 2006
- Slnko je vo veži, Slnko records, 2009
- Pobiť sa / Utiecť, Slnko records, 2013